# StumpWM
StumpWMは、ソフトウェア開発者のShawn Bettsによって作られたタイル型ウィンドウマネージャである。ratpoisonが肥大化していることをきっかけに、LISPを用いて作られた。ratposionの後継となることを意図されており、StumpWMは、GNU GPLv2の下でリリースされている。
StumpWM wikiにおける説明によると、WMの開発者は、ratpoisonをCLXを使ってCommon Lispで再実装することを意図している。

## Lispとカスタマイズ
StumpWMは、Steel Bank Common Lisp（SBCL）と、GNU CLISPにおいて動作し、このうちSBCLがよりよいパフォーマンスのために好まれる。Superior Lisp Interaction Mode for Emacs（SLIME）環境は、StumpWMのリアルタイムのアップデートとカスタマイズに広く使用される。また、stumpish（"StumpWM Interactive Shell"）と呼ばれるプログラムが存在し、これは端末エミュレータからウィンドウマネージャにアクセスする標準的なインターフェイスを提供している。
StumpWMは、各ユーザのホームディレクトリに存在する.stumpwmrcファイルにカスタマイズ設定を保存する。このファイルは、StumpWMを設定するためのLispのコードが含まれている。

## 開発
StumpWMのソースコードはGitHubにホストされており、バージョン管理システムにGitを用いて開発されている。また、メーリングリストが存在し、これはStumpWMに関連する問題を扱っている。